# 어온항
어온항은 경상남도 거제시 하청면 어온리, 칠천도 섬에 있는 어항이다. 2003년 2월 3일 어촌정주어항으로 지정하여 관리하고 있다. 시설관리자는 거제시장이다.

## 어항 연혁
- 본래 어온개 또는 어온이라 하였는데 칠천도 옥녀봉(七川島 玉女峯)이 서북을 막아주고 송진만의 안개에 위치하여 마산(馬山)내왕의 선창이 있는 따뜻한 곳이라 어온(於溫)으로 하였다.

## 어항 구역
- 수역: 미지정(거제시 하청면 어온리 359-5번지 수역)
- 육역: 미지정

## 어항 시설
- 물양장, 선착장

## 주요 어종
- 도다리, 노래미, 홍합 등